# Empoderamento (budismo tibetano)
Empoderamento (Sânscrito:abhisheka), é o ritual que introduz uma pessoa à mandala de um determinado Buda ou Bodhisattva, autorizando a prática das liturgias tântricas correspondentes.

## Empoderamento, iniciação ouwangkur?
Quando os primeiros textos sobre budismo começaram a ser traduzidos para línguas ocidentais, durante os séculos XVIII e XIX, os tradutores vinham de uma cultura específica. Como os ensinamentos budistas não possuiam nenhum equivalente próximo nos países ocidentais, estes primeiros tradutores passaram a usar termos que para eles pareciam melhor expressar as idéias budistas.
Assim, o mais próximo dos rituais e procedimentos do budismo esotérico japonês e tântrico tibetano, eram as sociedades de mistérios da Europa medieval. Assim, passou-se a utilizar errôneamente em inglês o termo initiation.
Apesar de este termo ter se tornado obsoleto em outros países, sendo substituído por empowerment, na medida em que mais ocidentais se tornaram praticantes do budismo, buscando atualizar os termos usados para traduzir os textos budistas, em língua portuguesa ainda utilizamos na maioria das vezes o termo iniciação.
Nos originais em tibetano, o termo utilizado é wangkur. O radical da palavra, Wang, significa poder. Logo etimologicamente o termo mais correto seria empoderamento.

## Tipos de Empoderamento
Podemos dividir um empoderamento em três estágios. O primeiro é a cerimônia simbólica.
Num sentido estrito, podemos diferenciar três tipos de cerimônias:
- wang (wylie:dbang skur), do tibetano poder
- jenang (wylie:rjes gnang), do tibetano autorização
- jinlab (wylie:byin rlabs), do tibetano benção

A diferença entre os três está no nível de elaboração do ritual. O wang é a forma mais elaborada de cerimônia. O jenang, apesar de possuir todos os aspectos básicos de um wang, é bem mais conciso. Já o jinlab é ainda mais conciso.
Dependendo de qual escola do budismo tibetano a pessoa estiver recebendo o empoderamento, o nível de exigência quanto à complexidade da cerimônia mudará. Dentro da escola Sakya por exemplo, apenas um wang completo de 2 dias, constitui uma cerimônia de introdução válida à mandala de um yidam. Dessa forma, é exigido que os praticantes receberam o wang completo de Hevajra ou de Chakrasamvara para poderem receber os ensinamentos mais avançados.
Nas escolas Kagyu e Nyingma, considera-se que um jenang já constitui uma introdução válida.
Os outros dois estágios são:
- lung, uma leitura liturgia tântrica
- tri, instruções sobre como usar o texto da prática.[1][2]

O indivíduo não tem permissão para fazer a prática sem ter a iniciação, e os detalhes das práticas tântricas devem ser mantidos em segredo. 

## Preliminares
As várias escolas budistas requerem diferentes níveis de compromisso antes de concederem empoderamentos. A escola Gelug requer que o praticante receba um dos tipos de votos pratimoksha (liberação pessoal) antes ou durante a cerimônia.  A escola Karma Kagyu requer que o praticante tenha tomado os votos do Bodhisattva  All schools require the practitioner to have taken refuge.
Um empoderamento pode ser dividido em quatro partes:
- consagração do vaso
- consagraçao secreta
- consagração da sabedoria
- quarta consagração (às vezes chamada de consagração da palavra)[6]

## Empoderamentos Dzogchen
O "Empoderamento da Energia de Rigpa" (Tib: Rigpa'i Tsal Wang, Wylie Rigpai rTsaldbang) é um termo técnico empregado dentro das linhagens Dzogchen. Esse empoderamento consiste na introdução direta do sadhaka à natureza do seu próprio estado desperto atemporal, rigpa, por intermedio do seu mestre.
De acordo com a história Nyingmapa sobre o surgimento dos ensinamentos Dzogchen no nosso planeta, diz-se que Garab Dorje recebeu este empoderamento (abhiseka) diretamente de Vajrasattva.  Este uso da 'energia criativa' (tibetano: rTsal) é o que é transferido durante o empoderamento, do coração do mestre para o coração do discípulo.